# Сад Нельсона
Сад Нельсона (англ. Nelson Garden) — сад XIX по адресу 13 Chippenhamgate street, позади дома № 18 по Монноу Стрит в Монмуте. Является одним из 24 пунктов Тропы культурного наследия Монмута, граничит на юге с линией средневековой городской стены. Сад открыт для посещений в период с апреля по сентябрь по пятницам, с 2 до 4 часов. 27 июня 1952 года сад получил статус культурного наследия уровня II.
19 августа 1802 года Лорд Нельсон посетил Монмут совместно с Уильямом Гамильтоном и Эммой Гамильтон. Разместившись в отеле, они провели чаепитие в «прекрасном летнем домике» в саду полковника Линдсея. Примерно в 1840 году был возведён Мемориальный павильон, предположительно авторства Джорджа Вона Мэддокса. За прошедшее время многие его детали заменялись, и сейчас неизвестно, как многое из сохранившегося относится к оригинальному строению. Royal Commission on the Ancient and Historical Monuments of Wales описывает летний дом как «важный и необычный».